# ان‌جی‌سی ۳۱۱
ان‌جی‌سی ۳۱۱ (انگلیسی: NGC 311) نام یک کهکشان عدسی در صورت فلکی ماهی است.